# Cunico
Cunico es una localidad y comune italiana de la provincia de Asti, región de Piamonte, con 520 habitantes.

## Evolución demográfica
| Gráfica de evolución demográfica de Cunico entre 1861 y 2001 |
|                                                              |
| Fuente ISTAT - elaboración gráfica de Wikipedia              |